# Суверенитет воздушного пространства
Суверенитет воздушного пространства (также суверенитет в области воздушного пространства) — базовое право суверенного государства регулировать использование воздушного пространства над своей территорией и применять собственное воздушное право.

## История
Исследователи отмечают, что, хотя истоки понятия суверенитета лежат в праве собственности, очень рано пришло осознание того, что существуют вещи, собственность на которые трудно осуществить, например, океаны — которые нельзя огородить и присвоить. Поскольку предотвратить использование морей другими странами было невозможно, государства, заинтересованные в мореплавании, пришли к идее суверенитета, ограниченного небольшим участком прибрежного водного пространства.
В отличие от морей, понятие суверенитета в отношении воздушного пространства развивалось в трёх направлениях:
- частная собственность. Уже с римских времён права на пространство над участком земли принадлежали собственнику этого участка: в средневековье сформировалась брокарда лат. Cuius est solum, eius est usque ad coelum et ad inferos[англ.], «кто владеет землёй, владеет от небес до ада», то есть права на землю простираются вверх и вниз. Эта трактовка перешла в общее право, но всегда толковалась ограниченно, часто только до высоты возможной застройки — например, полёт пули над участком земли не рассматривался как нарушение права собственности на участок, если только пуля не падала на землю в пределах участка. К концу XIX века с развитием воздухоплавания понятие частной собственности на воздушное пространство устарело, хотя в США окончательно этот подход был ликвидирован лишь в 1945 году решением Верховного суда США в деле en:United States v. Causby;
- общественная собственность (лат. en:res communis). Уже институции Юстиниана отмечали, что законы природы сделали воздух (наряду с морем и проточной водой) достоянием всего человечества;
- собственность государства.

Понятие владения всегда было тесно связано с возможностью эффективного контроля, что отметил уже в конце XVII века Пуфендорф, потому лишь с развитием воздухоплавания юристы стали проявлять интерес к суверенитету воздушного пространства. В 1902 году П. Фошиль предложил проект законодательства, в котором объявил воздух «свободным», с ограничениями лишь для обеспечения безопасности государств. В то же время другие юристы предлагали неограниченный суверенитет государств в воздушном пространстве над их территорией и территориальными водами, ограниченный лишь государственной волей, необходимостью (то есть, суверенитет предполагал использование пространства) и возможностями государства в области контроля (то есть, воспрепятствования использованию другими государствами).
Возникли также три промежуточных подхода:
1. разделить пространство на суверенное и свободное по высоте;
2. ограничить суверенитет в зависимости от типа полётов (военные/гражданские). Шрусбери отмечает, что на самом деле предлагался полный суверенитет, но с правом мирного прохода, как в мореплавании;
3. комбинация первых двух подходов: абсолютный суверенитет до некоторой высоты, затем ограничения, зависящие от типа полётов.

Попытки установить общее для всех государств понятие суверенитета в области воздушного пространства оказались неуспешными, несмотря на созыв в 1910 году Международной совещании по воздухоплаванию в Париже. На этой конференции, закончившейся дипломатическим провалом, тем не менее были установлены понятия национальности воздушного судна и его регистрации, зон, в которых полёты иностранных судов могут быть запрещены, других ограничений на полёты. Первая мировая война с её воздушными бомбардировками показала со всей ясностью, что свобода воздухоплавания несовместима с безопасностью государств, и на практике воцарился принцип абсолютного суверенитета.

### Парижская конвенция (1919 года)
В 1919 году Парижская конвенция подтвердила в статье 1 абсолютность суверенитета над воздушным пространством, но в то же время допустила право на мирный проход («первую свободу воздушного пространства») в статье 2, при этом государство могло ограничивать полёты над своей территорией. Вопросы права на посадку заграницей и коммерческой авиации не рассматривались.
В последующие межвоенные годы тяготение к неограниченному суверенитету усиливалось, так как развитие коммерческой авиации привело государства к опасениям не только за свою безопасность, но и за свою конкурентоспособность в новой области экономики. Уже в 1929 году на конференции по воздушному праву 27 из 31 участника не поддержали «первую свободу». Исключениями стали США, Великобритания, Швеция и Нидерланды), но вскоре и они отказались от этой концепции.

### Варшавская конвенция (1929 года)
После возникновения первой реальной проблемы с международными полётами в 1928 году (британская авиакомпания Imperial Airways попыталась открыть маршрут, пролетавший через Бельгийское Конго), в следующем году в Варшаве прошла конференция с 31 странами-участницами. Несмотря на позицию Великобритании и присоединившихся к ней стран (США, Швеции и Нидерландов) о возможности ограниченной свободы воздухоплавания, остальные 27 стран поддержали полный суверенитет над воздушным пространством, руководствуясь как соображениями безопасности, так и необходимостью развития собственных авиакомпаний. Выработанная в 1929 году Варшавская конвенция до сих пор лежит в основе международных коммерческих перевозок.

### Чикагская конференция (1944 года)
Конференция в Чикаго была созвана по инициативе президента Рузвельта с целью закрепить лидирующую позицию США в гражданской авиации (на этот момент США имели в своём распоряжении 20 000 транспортных самолётов). На конференции впервые были озвучены «свободы воздушного пространства» (первые пять), которые описывали возможности коммерческой авиации одной страны совершать полёты из/в/через другие страны. Однако, на конференции США не нашли поддержки у других стран (за исключением Новой Зеландии и Австралии), и первая статья конвенции закрепила суверенитет воздушного пространства, почти слово в слово повторив документ Парижской конференции. Даже ограниченные первые две свободы в статье 5 (возможности перелётов и технических посадок) предполагалось применять исключительно для нерегулярных полётов. Попытка США продвигать все пять свобод на других форумах не удалась, и к 1947 году усилия по ограничению суверенитета свелись к продвижению «Соглашения о двух свободах» (англ. International Air Services Transit Agreement), которое на 2000 год подписали более 70 стран, и двусторонним договорённостям.

## Верхняя граница воздушного пространства
В отличие от воздушного пространства, суверенитет государств не распространяется на космос. Граница между воздушным и безвоздушным пространством чётко не выделена, ни Парижская конференция в 1919 году, ни Чикагская конвенция 1949 года не определили верхнюю границу их применимости. Не указал такой границы и Договор о космосе, согласно которому суверенитет государств в космосе распространяется только на непосредственно запущенные ими космические объекты.
Типичным определением воздушного пространства является применимость его для полётов самолётов, что приводит к верхней границе на высоте по крайней мере 21 километр. Требования о «взаимодействии с воздухом» в определении самолёта по версии ИКАО приводят к тому, что возможность полёта самолёта на высоте более 60 километров «маловероятна».
Специализированные самолёты, вроде Локхид У-2 и Локхид Блэкбёрд могут летать на высоте до 26 километров, в «серой зоне» между воздушным пространством и космосом, по выражению Кинга.

## Современное состояние
Двусторонние договорённости (около 1200 по состоянию на 1997 год) по-прежнему составляют базу, на основе которой разрешаются полёты иностранных судов в суверенном воздушном пространстве.

### США
Как и другие страны, США распространяют свой воздушный суверенитет над морем на 12 миль (19,3км) за пределы своей территории. За контроль над воздушным пространством с 1958 года отвечает Федеральное управление гражданской авиации США, но в случае угроз безопасности страны его функции могут быть переданы министерству обороны.

#### Зона идентификации ПВО
В отличие от большинства других стран, США с 1950 года пытаются распространить свой суверенитет на воздушное пространство за пределы территориальных вод, требуя, чтобы самолёты, приближающиеся к воздушному пространству США декларировали свои намерения за 1-2 часа до вхождения в воздушное пространство США.
Это отклонение от международного права объясняется необходимостью самосохранения в соответствии со статьёй 51 устава ООН.
Кроме США, такие зоны установлены[когда?] Великобританией, Грецией, Индией, Канадой, Норвегией, Пакистаном, Южной Кореей, Японией и другими странами. В 2013 году Китай также объявил о вводе ЗИ ПВО.
см. en:Air Defense Identification Zone

### ЕС
С самого основания в 1957 году Евросоюз декларировал общую транспортную политику как одну из целей. Движение в этом направлении неизбежно означает передачу суверенитета от стран-членов к наднациональным структурам. Из-за протекционистских настроений европейских государств переход к единому законодательству в области коммерческой авиации шёл медленно, но в целом закончился к 1993 году. Координацией усилий отдельных стран занимается Евроконтроль.

#### Единое небо Европы
В 2001 году Еврокомиссия объявила о планах интеграции воздушного пространства над Евросоюзом с созданием, среди прочего, единой системы управления воздушным движением. Первоначальные планы создания системы к 2004 году не увенчались успехом, в том числе из-за позиции Испании в отношении аэропорта Гибралтара.